# Vallée des Merveilles

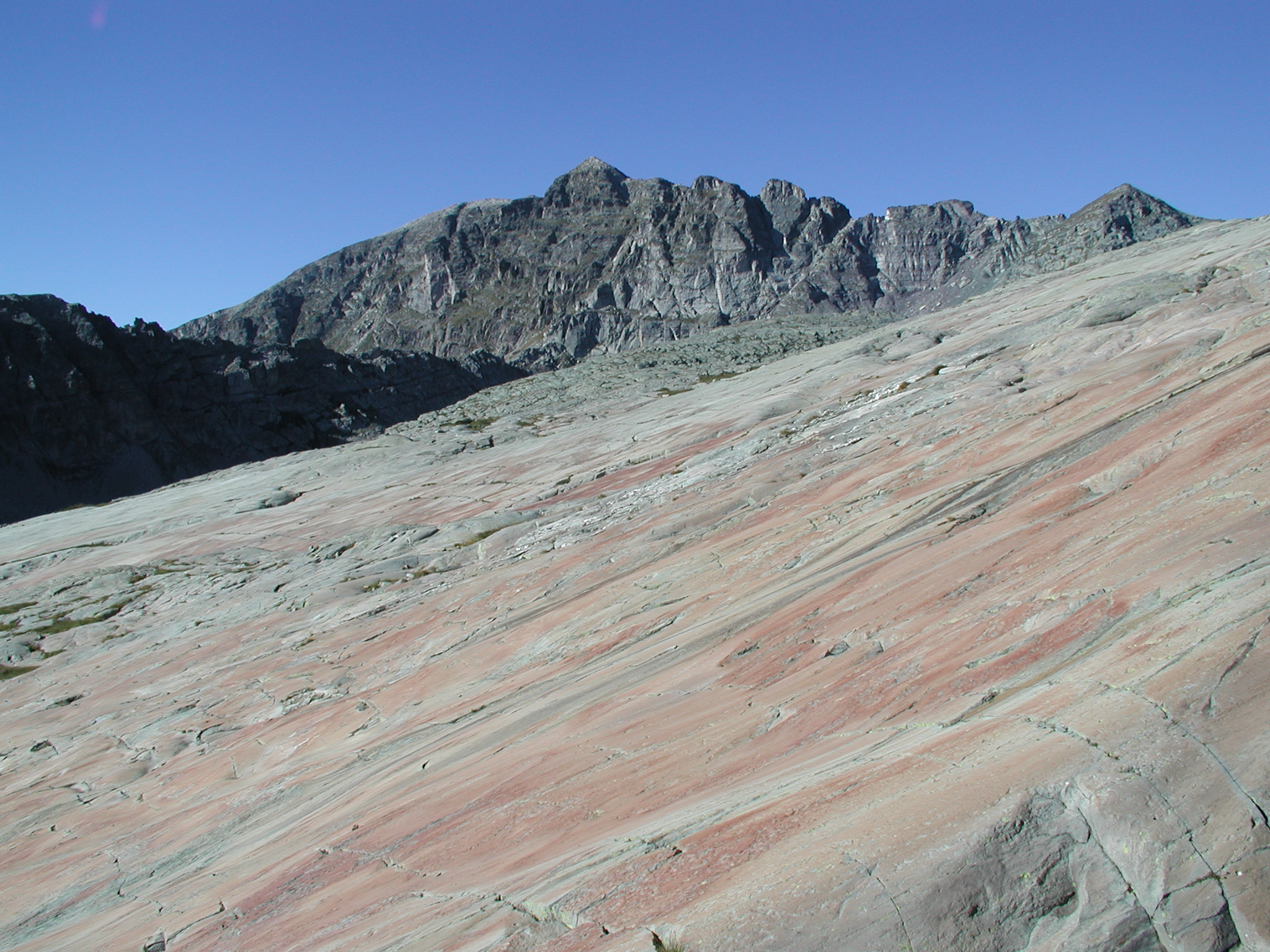
Mont Bégo

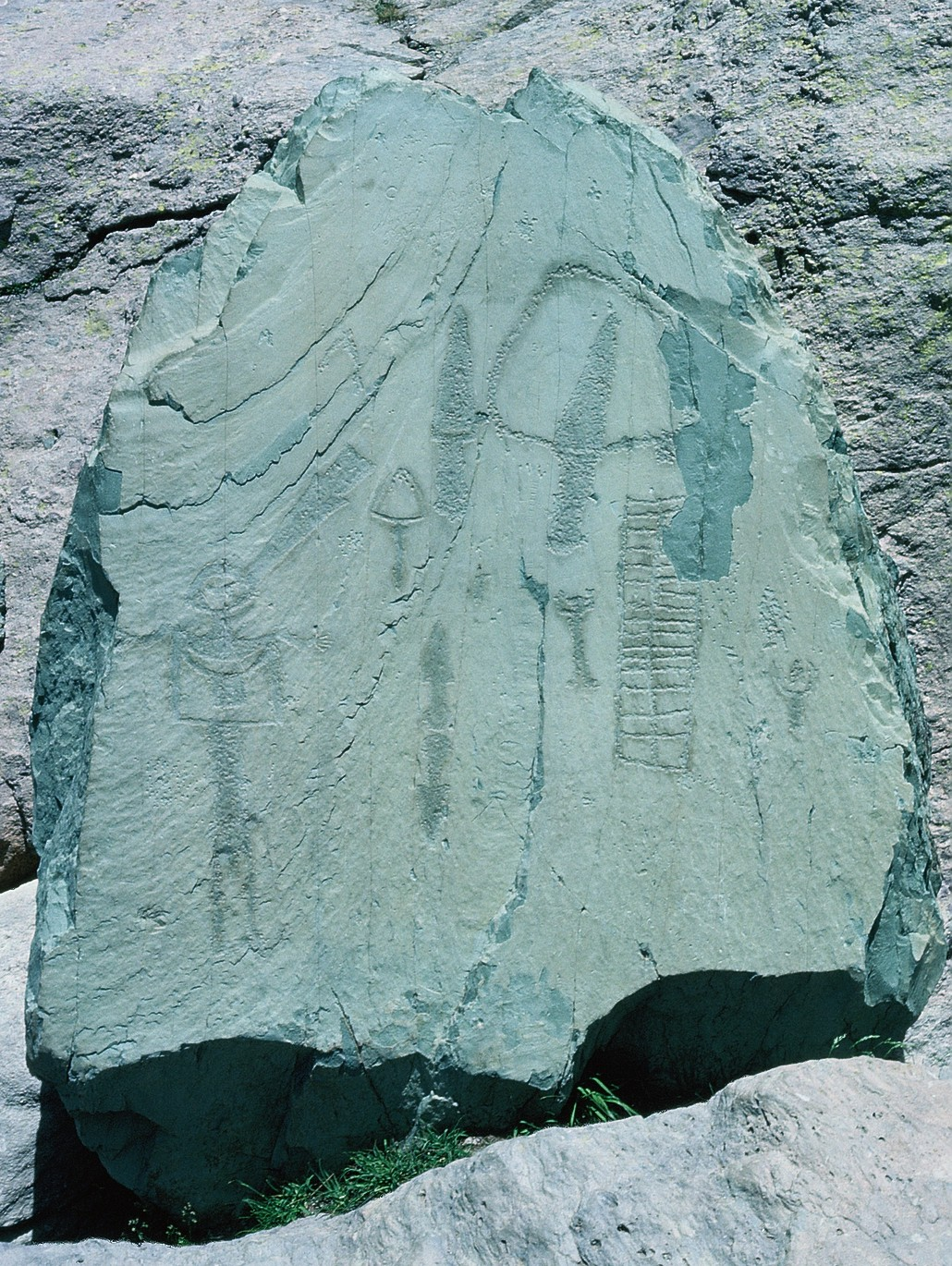

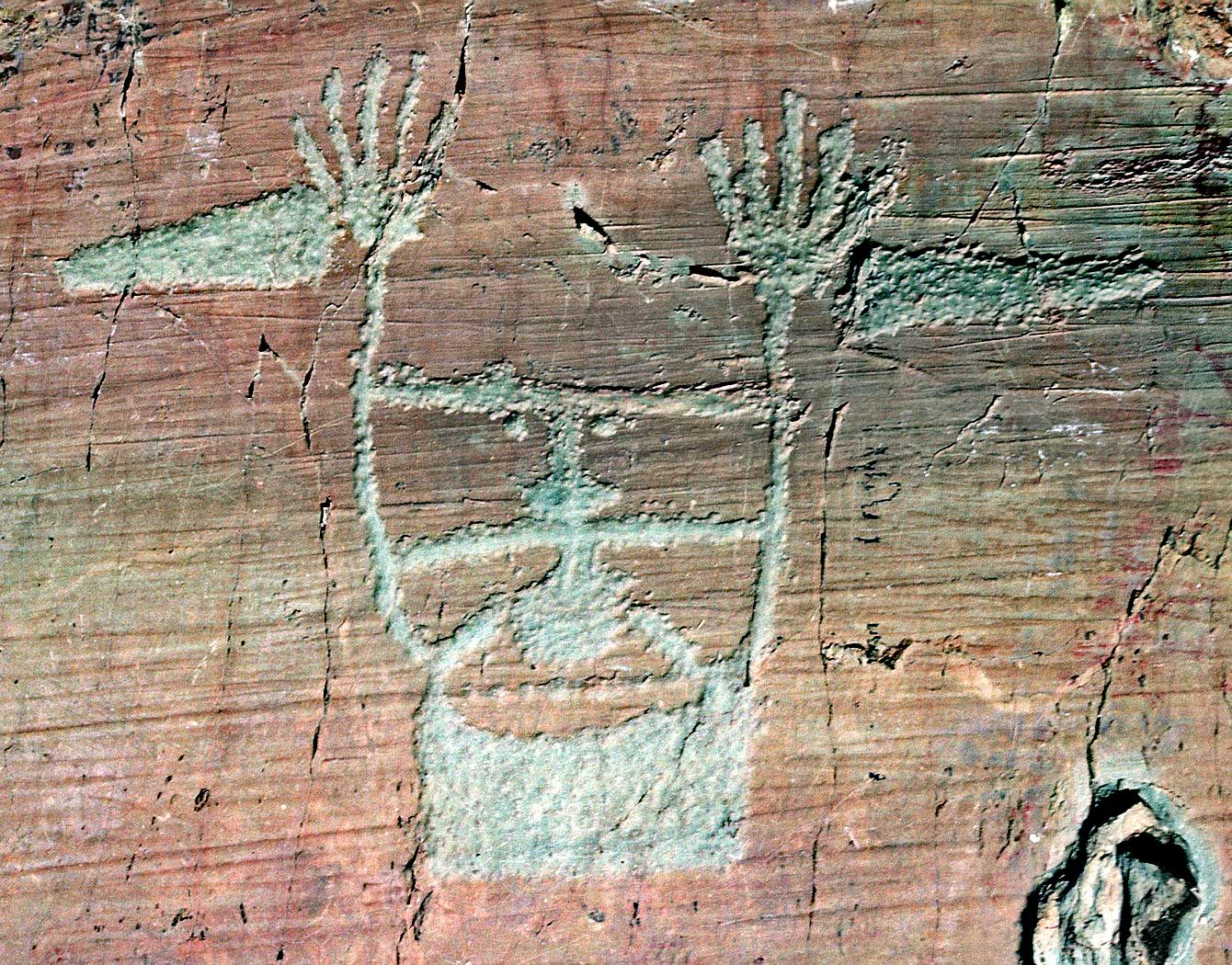

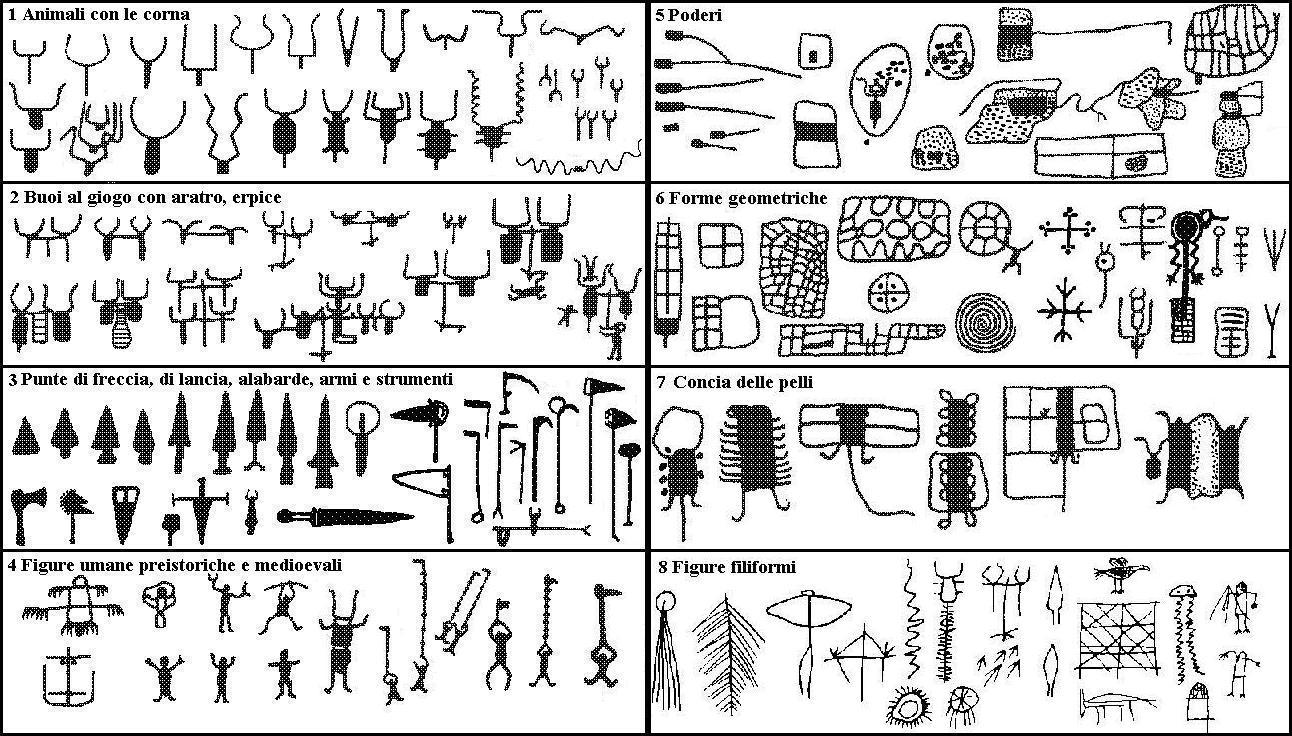
Schaubild Petroglyphen

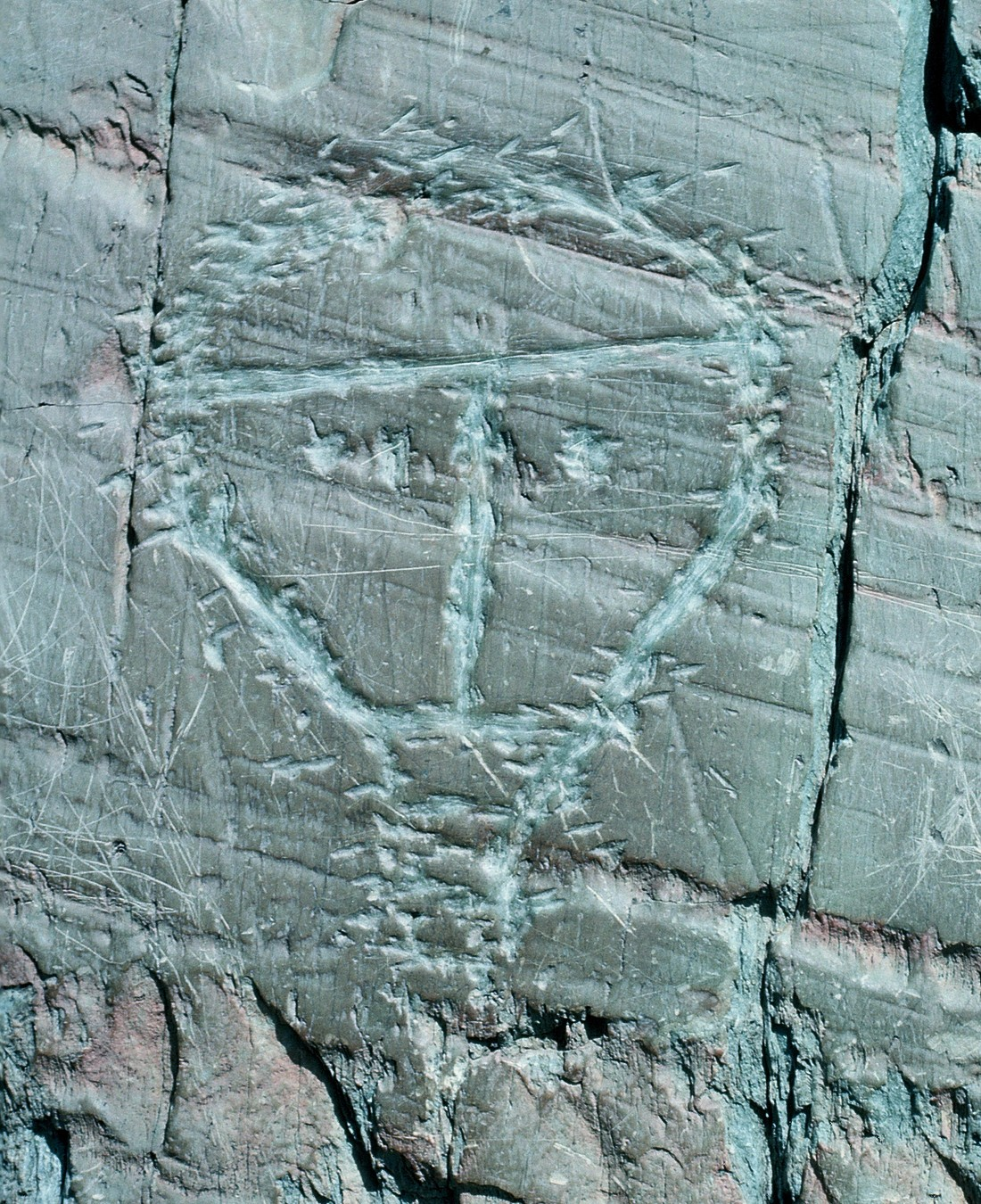
'Le Christ'

Das Vallée des Merveilles (deutsch Tal der Wunder) ist ein Hochtal innerhalb des Parc national du Mercantour in den französischen Seealpen.
Das Gebiet westlich der Roya, um den 2.872 m hohen Mont Bégo herum, ist geprägt von der Tätigkeit des Eises. Es ist eine isolierte und durch das raue Gebirgsklima geprägte Hochgebirgslandschaft mit Tälern, Gipfeln und Seen, weitgehend ohne Vegetation. Lediglich im kurzen Sommer blüht ein Kräuterteppich.

## Felsgravuren
Bekannt wurde das Tal der Wunder durch seine ca. 40.000 Felsgravierungen in der Umgebung des Mont Bégo, der zweitgrößten Fundstelle prähistorischer Gravuren im Alpenraum (nach dem Valcamonica). Diese wurden am konzentriertesten im Vallée des Merveilles, aber auch im Fontanalbe-, im Vallaurette-Tal und am Col de Sabion entdeckt. Die Zeichnungen wurden in durch die letzte Eiszeit geglättete Flächen der Felsen eingeritzt.
Es gibt zwei Arten von Gravierungen: 
- Die linearen Ritzungen, die bis in die gallo-römische Epoche zurückgehen und bis in die heutige Zeit reichen.
- Wesentlich interessanter sind jedoch die Bilder aus der frühen Bronzezeit um 1.800 bis 1.500 v. Chr. Mit Quarzit- und Feuersteinwerkzeugen wurden Vertiefungen von 1 bis 5 mm Durchmesser dicht aneinandergereiht in die Oberfläche eingehauen.

Der Mont Bégo stellte für die in den Tälern beheimateten ligurischen Volksstämme eine Art Gottheit dar, Zorn und Güte in Form von Wasser und Unwettern.
Die Verehrung des Berges war wie auch an vielen anderen Orten mit dem Stierkult verbunden. Die Hälfte der Zeichnungen stellt Rinder und Hörnersymbole dar.
Abgebildete Ackergeräte wie Pflüge oder Eggen und vorgespannte Zugtiere lassen darauf schließen, dass damals Ackerbau betrieben wurde.

## Forschung
Erste schriftliche Erwähnung fanden die Felsritzungen im 17. Jahrhundert. Eine systematische Erforschung begann circa 1885 mit der Arbeit des britischen Naturforschers Clarence Bicknell. Zwischen 1927 und 1942 kartierte und katalogisierte Carlo Conti von der Archäologischen Behörde des Piemont (die Region gehörte bis 1947 zu Italien) die Felsbilder. Seit 1967 erforscht vor allem das Team des Paläoanthropologen Professor Henry de Lumley, gleichzeitig wissenschaftlicher Leiter des Musée des Merveilles in Tende, die Funde.

## Zugang
Der Zugang von Osten erfolgt für Autofahrer ab St. Dalmas de Tende über die D91 Richtung Casterino, Vallée de la Minière, ab dem Lac des Mesches zu Fuß oder mit geführten Exkursionen im Geländewagen. Wanderer erreichen das Vallée des Merveilles entweder über die Fernwanderwege GR 52 und Via Alpina oder einen der vielen lokalen Wanderwege.  Die auch als „Train des Merveilles“ fahrende Tendabahn bietet für den Wanderer ebenfalls einen geeigneten Zugang zum Tal.

## Musée des Merveilles
Das Musée des Merveilles in Tende beherbergt archäologische, ethnologische und naturkundliche Exponate. Es empfiehlt sich vor einem Ausflug zum Mont Bégo und ins Vallée des Merveilles, sich in diesem Museum zu informieren.